# Мертензия приморская
Мертензия приморская, или Мертензия морская (лат. Mertensia maritima) — вид многолетних травянистых растений рода Мертензия (Mertensia) семейства Бурачниковые (Boraginaceae).

## Ботаническое описание

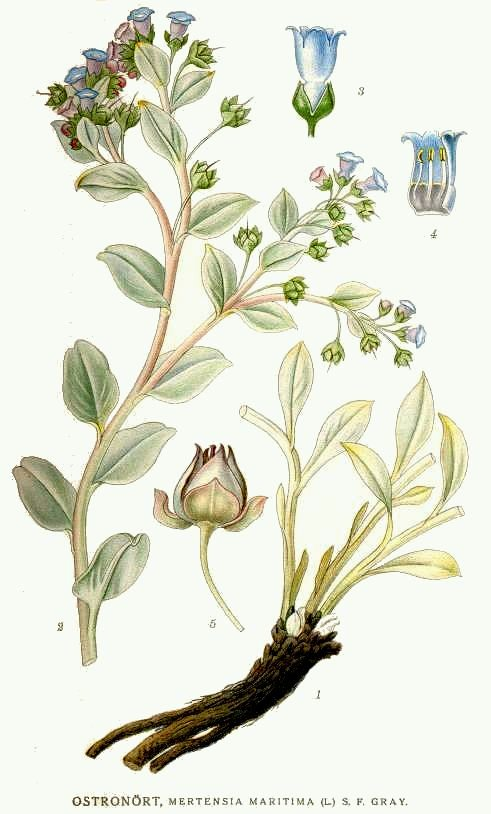

Многолетнее травянистое растение, голое, мясистое, сизое из-за воскового налёта. Корень от тонкого до довольно толстого, 0,5—2,5 см толщиной, стелющийся, даёт из верхушки по нескольку стеблей. Стебли в числе нескольких, нередко многочисленные, обычно простёртые или восходящие, редко прямые, 12—40(60) см длиной и 1—3 мм толщиной, в верхней части почти всегда коротковетвистые, голые, сравнительно густо облиственные.
Прикорневые листья, по крайней мере во время цветения, отсутствуют. Стеблевые листья 1—3(5) см длиной и 0,4—3 см шириной, лопатчато-продолговатые, яйцевидные или ланцетные, коротко заострённые, сизые, плоские, мясистые, сверху с рассеянными, довольно крупными точечными желёзками, суженные в широкий черешок. Самые верхние листья широкообратнояйцевидные или яйцевидные, сидячие, туповатые, отклонённые.
Цветки собраны в компактные, почти щитковидные завитки, собранные в свою очередь в зонтиковидно-щитковидное, на верхушке стеблей переходящее в удлинённо-метельчатое общее соцветие, внизу снабженное короткими широкими листьями, когда имеются боковые ветви, и в разветвлениях — мелкими прицветными листочками. Цветоножки разной длины, тонкие, нитевидные, голые, под чашечкой утолщенные, с маленькими сосочковидными бугорками, частично поникающие, слегка согнутые, более длинные, чем чашечки.
Чашечка 3—5(6) мм длиной, почти до основания пятираздельная, доли от продолговато-ланцетных до яйцевидных, при плодах более широкие (до широкояйцевидных), острые или островатые, голая или снаружи в верхней части с немногими точечными желёзками.
Венчик 7—8(10) мм длиной, голубой, трубчато-воронковидный; трубка (3)4—5(6) мм длиной, равная чашечке, внутри голая; лопасти короткие, яйцевидные, тупые, равны примерно одной трети отгиба, по краю мелкозубчатые; сводики ясно выраженные, широкие, выемчатые, в виде широкой низкой скобы у зева; нити тычинок плоские, широкие; пыльники около 1,5 мм длиной, продолговатые, едва или значительно длиннее нитей; столбик не выставляется из венчика или едва выставляется.
Орешки тетраэдрические, бескрылые, голые, гладкие, уплощённые, 3—5 мм длиной, чёрные, с выпуклой широкой спинкой.
Цветение в июне—августе, плодоношение в августе—сентябре.

## Распространение
Произрастает по песчаным берегам и галечникам северных морей и рек Евразии (на западе — до севера Британских островов, на востоке — до Кореи и Японии) и Северной Америки (до севера США).

## Хозяйственное значение и применение
Может быть использована в качестве декоративного растения.

## Систематика

### Таксономия
Вид Мертензия приморская относится к монотипной секции Steenhammera (Rchb.) Gray рода Мертензия (Mertensia) подсемейства Бурачниковые (Boraginoideae) семейства Бурачниковые (Boraginaceae).

### Внутривидовые таксоны
В рамках вида выделяют несколько подвидов:
- Mertensia maritima subsp. asiatica H.Takeda (syn. Mertensia asiatica J.F.Macbr., Mertensia simplicissima (Ledeb.) G.Don, Pulmonaria simplicissima Ledeb.)[4]
- Mertensia maritima subsp. czukotica O.D.Nikif.[6]
- Mertensia maritima subsp. maritima
- Mertensia maritima subsp. tenella (Th.Fr.) Elven & Skarpaas (syn. Mertensia maritima var. tenella Th.Fr.basionym)[7]